# Kapilakot
Kapilakot (en népalais : कपिलाकोट) est un comité de développement villageois du Népal situé dans le district de Sindhuli. Au recensement de 2011, il comptait 11 485 habitants.